# Azići
Azići su sarajevsko naselje. U blizini su naselja Doglodi, Briješće Polje, Rajlovac, Stup (jugoistočno), Pejton, Ilidža, Otes i veliki pogon Energoinvesta. Sa zapadne strane, pružajući se od jugozapada ka sjeverozapadu granicu Dogloda čini rijeka Dobrinja. S istočne strane, pružajući se u istom smjeru, granicu Azića čini rječica Miljacka. Između Azića i Stupa prolazi željeznička pruga ka Mostaru. Južno, kod željezničkog mosta preko Dobrinje je željeznička postaja Ilidža. Nekada su Azići bili selo koje je postalo prigradsko naselje. Danas je u sastavu općine Ilidža. Prije velikosrpske agresije i bošnjačke agresije na Hrvate bio na glasu kao dio Sarajeva u kojem je velik broj Hrvata katolika. Ratne nepogode pridonijele su smanjenju broja katolika u Sarajevu i okolici. Jedni su starinske starosjedilačke obitelji, s tradicijom u dalekoj prošlosti. Drugi su novijeg postanja. To su bile obitelji većinom iz Hercegovine, koji su došle u Sarajevo zbog posla. Velika poduzeća kao Famos iz Hrasnice i Energoinvest prije velikosrpske agresije su imala mnogo zaposlenika Hrvata.
Zbog brojne zajednice Hrvata, Azići su stoga bili jednim od djelova Sarajeva odnosno BiH koje je bilo pod nadzorom HVO-a. Hrvati su se ovdje samoorganizirali u obrani Bosne i Hercegovine. 
Zbog inertnosti središnjih bosanskohercegovačke vlasti pred imanentnim srpskim osvajačkim pohodom bilo je nužno političko i vojno samoorganiziranje Hrvata grada Sarajeva. Azići su bili dio teritorijalno-administrativne zajednica hrvatskog naroda u BiH, Hrvatske zajednice Vrhbosne, osnovane siječnja 1992. godine. Poznat je bio HVO Sarajevo, a na području Azića djelovao je HVO na čelu s predsjednikom Velimirom Marićem.
Jeseni 1992. Glavni stožer Armije BiH planirao je vojnu operaciju Koverat, kojom bi deblokirali Sarajeva. Međutim, srpske su snage prve napale. Prvo su zauzele Doglode a potom u jakom topničko-tenkovsko-pješačkom napadu koji je trajao od 1. do 4. prosinca 1992. osvojile su Otes.
Bošnjački napad na Hrvate i obračun s nedužnim Hrvatima koji su branili Sarajevo i držali strateški važni položaj pokraj zračne luke nije pružio viziju lijepe budućnosti Hrvatima i katolicima.
Jedna ulica u Azićima zove se po Krešimiru Zeliću, pripadniku ABiH, dobrovoljcu od travnja 1992., koji je poginuo u 25. godini na području Otesa/Azića. Otac mu je bio u HDZ Sarajeva. Druga ulica zove se po poznatom športašu iz Sarajeva slovensko-hrvatskih korijena Janu Doršneru.